# ザ・ダルズ (オレゴン州)
ザ・ダルズ（英語: The Dalles, [ˈdælz]）は、アメリカ合衆国オレゴン州の都市。ワスコ郡の郡庁所在地である。人口は1万5666人（2018年推計）。コロンビア川南岸の港湾都市であり、毛皮交易の積替え地点として発展した。

## 歴史
ザ・ダルズの街がある土地には1万年前からネイティブ・アメリカンの交易地が立地していた。ルイス・クラーク探検隊が1805年10月25日から27日に近郊でキャンプを開いたことが記録されている。

### 地名の由来
ザ・ダルズという地名はフランス語で用水路を表す「ダール dalle」に由来しており、北西会社で勤務していたフランス系カナダ人がコロンビア川流域のザ・ダルズとセリロ滝との間にあった急流を指して使われていた。

### 毛皮交易
オレゴン・ジオグラフィック・ネームズによると、ダルズという地名は1814年4月12日、毛皮商人のガブリエル・フランシェールによって使われた。当時はコロンビア川の主要な急流を指して使われていた。1810年代初頭、毛皮交易が盛んになり、アメリカの太平洋毛皮会社やカナダの北西会社の従業員がこの地を通り過ぎて行った。例えば、北西会社職員で探検家のデイヴィット・トンプソンはコロンビア川を上り降りしてセリロ滝周辺を探検した。1812年に発生した米英戦争によって太平洋毛皮会社は翌年に倒産し、アストリア交易所などの資産は北西会社に引き継がれた。

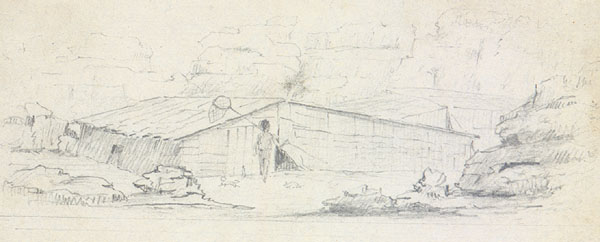
ザ・ダルズ初期の風景

1821年、北西会社はハドソン湾会社に買収された。バンクーバー交易所が1824年に建設され、地域の毛皮交易の中心地だったアストリア交易所はその役目を終えた。ハドソン湾会社はコロンビア川を利用した広域の毛皮交易網を構築した。ザ・ダルズにある急流は「四大連水陸路」の中で最大のものであり、交易船はここで積荷の積み替えが必要であった。水位の高い時に「急流くだり」を敢行する交易船も一部には存在したが、この航法は非常に危険で当時数多くの死者が発生した。

### ワスコパム・ミッション
1838年、メソジストの宣教団体の支局がセリロ滝に設置され、先住民のワスコ族からワスコパム・ミッションと命名された。1850年代にはアメリカ陸軍がワスコパム・ミッションの支局跡に前哨基地を設置、フォートダルズと命名された。ザ・ダルズの街はこのフォートダルズを中心として川岸に沿って発展した。1855年にカユース戦争が終結した際、この地に住んでいた先住民は陸軍によってウォームスプリングス・インディアン保留地へと強制移住させられた。

### アメリカ人の入植
1840年代前半、数多くの入植者たちがオレゴン・トレイルの終点であるこの地へやってきた。ザ・ダルズの西側には急な崖が存在し、幌馬車ではそれ以上進むことができなかったのである。1846年に道路が建設されるまで、バンクーバーやウィラメットバレーへ向かうためにはザ・ダルズから川を下るしかなかった。
1851年には郵便局が現在の市域の端に設置され、1857年に法人市となった。この街は、ポートランドとペンドルトンの間にある北オレゴン中央部の中心都市であった。地名は当初「ダルズ」であったが1853年に「ワスコパム」と一度改名し、その後1860年に「ザ・ダルズ」となった。
1864年には連邦議会がキャニオンシティの金を利用して造幣局を設置するための予算を割り当てた。しかし、キャニオンシティからの産出量低下に加え、費用の増加、人手不足、そしてコロンビア川の氾濫などによって計画が2年遅れ、結局は計画凍結となってしまった。1870年、オレゴン州は連邦政府から計画に割り当てられていた資産と建物を受領、建物は別の用途に利用された。
1957年、ザ・ダルズ・ダムがセリロ滝の下流に建設された。
1982年、巻き毛の子猫がザ・ダルズに住むコール夫妻の元に生まれた。コール夫妻はこの子猫とその子孫を用いて新品種ラパーマを開発した。
1984年にはアメリカ初のバイオテロであるラジニーシ教団によるバイオテロ事件がザ・ダルズで発生、教団幹部の主導で複数のレストランのサラダバーなどにネズミチフス菌（サルモネラ菌の一種）が混入され、地域住民の約12%が感染した。
2018年にはTempleOSの開発者であるテリー・A・デイビスが、ポートランドからザ・ダルズへ向かう途中に電車にはねられ、48歳の若さで死亡した。

## 地理

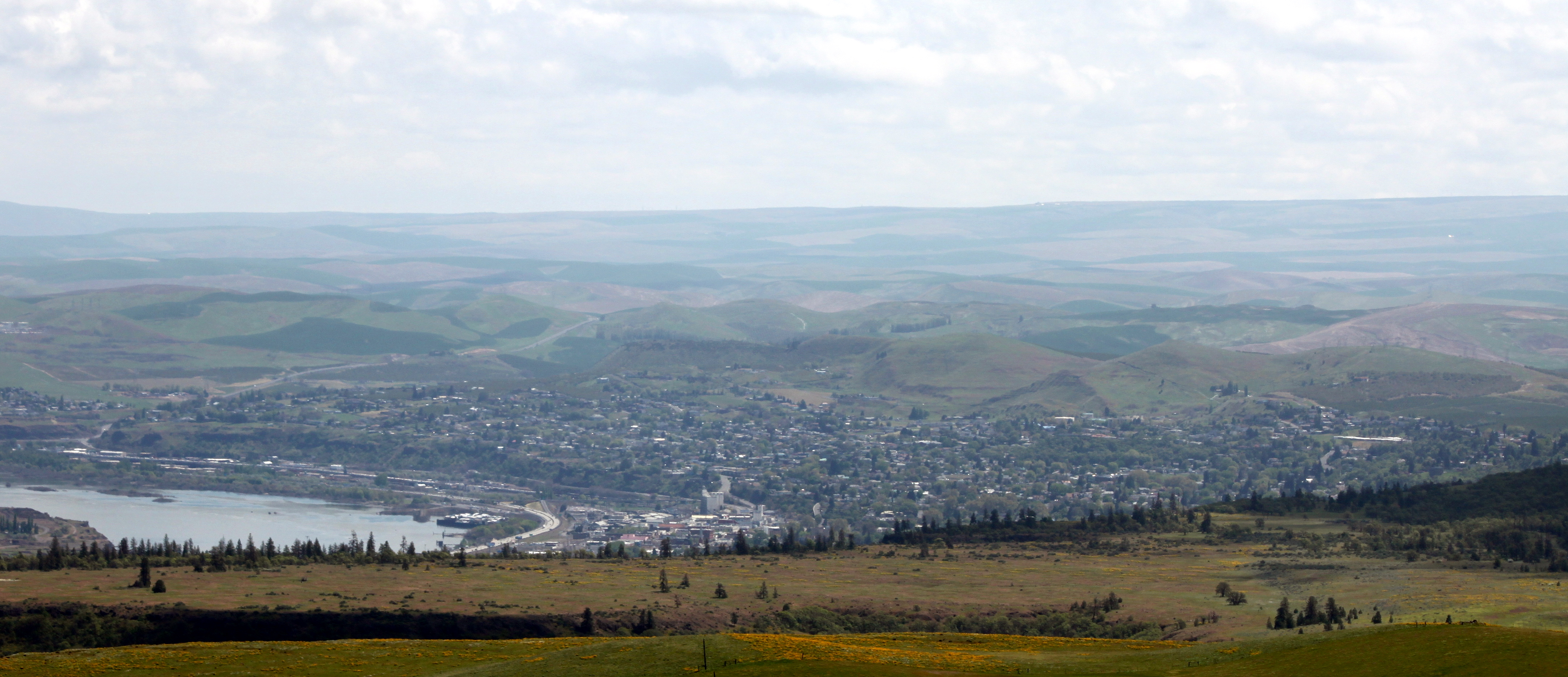
ザ・ダルズとコロンビア川

州間高速道路84号西線、アメリカ国道30号線、アメリカ国道197号線がザ・ダルズで交差する。
アメリカ合衆国国勢調査局によると、面積は53.38平方キロメートル、水域率は3.3％である。

## 気候
ケッペンの気候区分ではステップ気候（BSk）に分類される。しかし、中緯度帯の海沿いで、西にカスケード山脈がそびえ立っている影響から、降水の傾向は地中海性気候に近い。
| ザ・ダルズ飛行場 (1981年–2010年)（最高値は1948年以降）の気候 | ザ・ダルズ飛行場 (1981年–2010年)（最高値は1948年以降）の気候 | ザ・ダルズ飛行場 (1981年–2010年)（最高値は1948年以降）の気候 | ザ・ダルズ飛行場 (1981年–2010年)（最高値は1948年以降）の気候 | ザ・ダルズ飛行場 (1981年–2010年)（最高値は1948年以降）の気候 | ザ・ダルズ飛行場 (1981年–2010年)（最高値は1948年以降）の気候 | ザ・ダルズ飛行場 (1981年–2010年)（最高値は1948年以降）の気候 | ザ・ダルズ飛行場 (1981年–2010年)（最高値は1948年以降）の気候 | ザ・ダルズ飛行場 (1981年–2010年)（最高値は1948年以降）の気候 | ザ・ダルズ飛行場 (1981年–2010年)（最高値は1948年以降）の気候 | ザ・ダルズ飛行場 (1981年–2010年)（最高値は1948年以降）の気候 | ザ・ダルズ飛行場 (1981年–2010年)（最高値は1948年以降）の気候 | ザ・ダルズ飛行場 (1981年–2010年)（最高値は1948年以降）の気候 | ザ・ダルズ飛行場 (1981年–2010年)（最高値は1948年以降）の気候 |
| 月                                                           | 1月                                                          | 2月                                                          | 3月                                                          | 4月                                                          | 5月                                                          | 6月                                                          | 7月                                                          | 8月                                                          | 9月                                                          | 10月                                                         | 11月                                                         | 12月                                                         | 年                                                           |
| ------------------------------------------------------------ | ------------------------------------------------------------ | ------------------------------------------------------------ | ------------------------------------------------------------ | ------------------------------------------------------------ | ------------------------------------------------------------ | ------------------------------------------------------------ | ------------------------------------------------------------ | ------------------------------------------------------------ | ------------------------------------------------------------ | ------------------------------------------------------------ | ------------------------------------------------------------ | ------------------------------------------------------------ | ------------------------------------------------------------ |
| 最高気温記録 °F （°C）                                       | 71 (22)                                                      | 69 (21)                                                      | 80 (27)                                                      | 95 (35)                                                      | 107 (42)                                                     | 108 (42)                                                     | 111 (44)                                                     | 110 (43)                                                     | 105 (41)                                                     | 93 (34)                                                      | 72 (22)                                                      | 66 (19)                                                      | 111 (44)                                                     |
| 平均最高気温 °F （°C）                                       | 42.2 (5.7)                                                   | 48.0 (8.9)                                                   | 57.0 (13.9)                                                  | 64.4 (18)                                                    | 72.9 (22.7)                                                  | 79.1 (26.2)                                                  | 87.5 (30.8)                                                  | 87.3 (30.7)                                                  | 80.1 (26.7)                                                  | 65.7 (18.7)                                                  | 50.0 (10)                                                    | 40.3 (4.6)                                                   | 64.54 (18.08)                                                |
| 平均最低気温 °F （°C）                                       | 31.0 (−0.6)                                                  | 31.8 (−0.1)                                                  | 36.6 (2.6)                                                   | 41.5 (5.3)                                                   | 48.6 (9.2)                                                   | 54.8 (12.7)                                                  | 60.4 (15.8)                                                  | 59.5 (15.3)                                                  | 51.6 (10.9)                                                  | 42.3 (5.7)                                                   | 35.3 (1.8)                                                   | 30.2 (−1)                                                    | 43.63 (6.47)                                                 |
| 最低気温記録 °F （°C）                                       | −14 (−26)                                                    | −4 (−20)                                                     | 11 (−12)                                                     | 23 (−5)                                                      | 28 (−2)                                                      | 37 (3)                                                       | 40 (4)                                                       | 42 (6)                                                       | 29 (−2)                                                      | 15 (−9)                                                      | −1 (−18)                                                     | −5 (−21)                                                     | −14 (−26)                                                    |
| 降水量 inch （mm）                                           | 2.57 (65.3)                                                  | 1.6 (41)                                                     | 1.19 (30.2)                                                  | 0.65 (16.5)                                                  | 0.58 (14.7)                                                  | .41 (10.4)                                                   | 0.16 (4.1)                                                   | 0.23 (5.8)                                                   | 0.47 (11.9)                                                  | 0.99 (25.1)                                                  | 2.14 (54.4)                                                  | 2.73 (69.3)                                                  | 13.72 (348.7)                                                |
| 降雪量 inch （cm）                                           | 1.9 (4.8)                                                    | 0.8 (2)                                                      | 0.5 (1.3)                                                    | 0.0 (0)                                                      | 0.0 (0)                                                      | 0.0 (0)                                                      | 0.0 (0)                                                      | 0.0 (0)                                                      | 0.0 (0)                                                      | trace                                                        | 0.5 (1.3)                                                    | 1.3 (3.3)                                                    | 4.8 (12.2)                                                   |
| 出典：NOAA                                                   |                                                              |                                                              |                                                              |                                                              |                                                              |                                                              |                                                              |                                                              |                                                              |                                                              |                                                              |                                                              |                                                              |

## 経済
2006年、Googleが巨大データセンターをザ・ダルズに設置する計画が開始された。データセンターにはサッカー場ほどの面積の建物2棟、冷却棟2棟が立地する。

## 人口動静

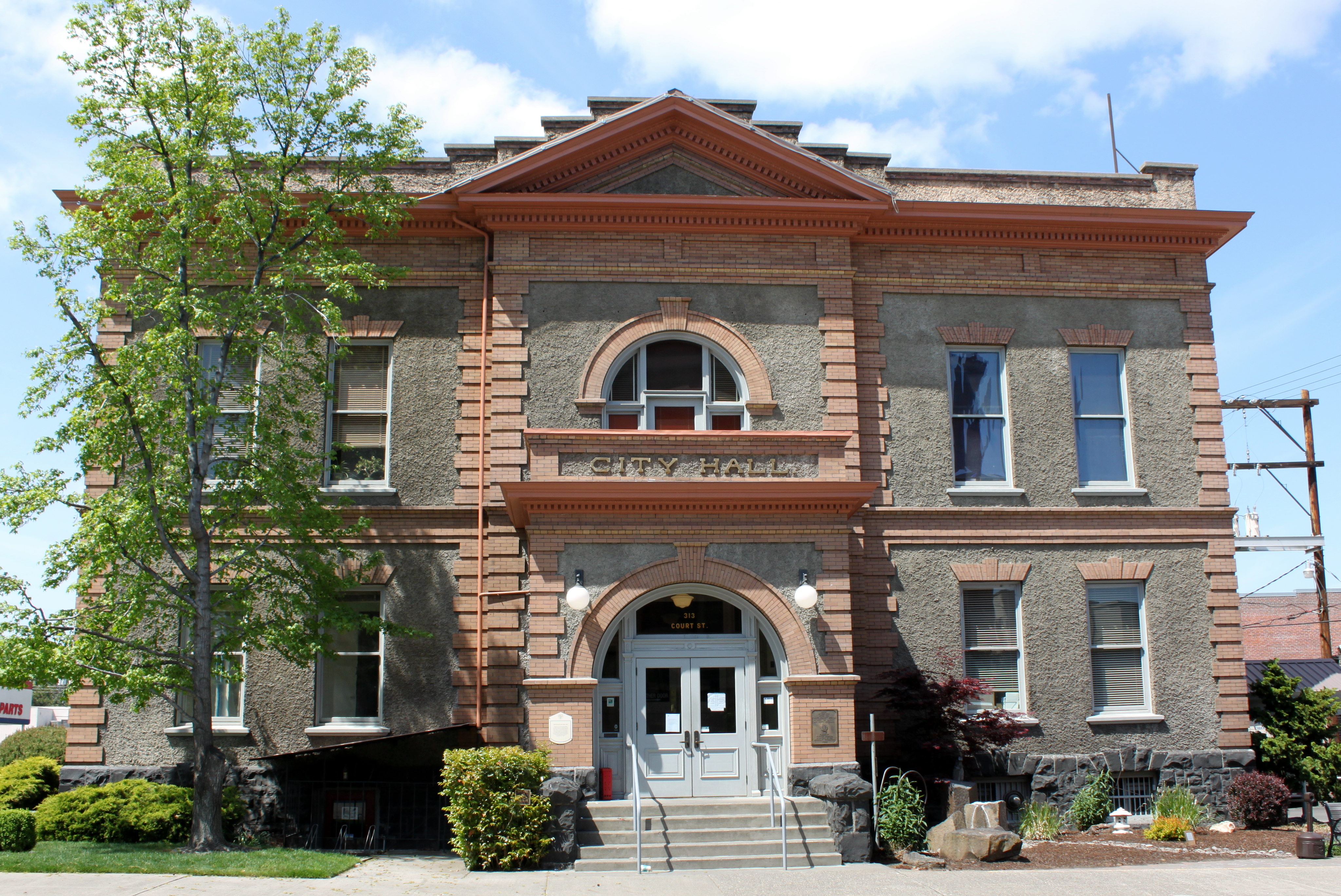
ザ・ダルズ市役所

以下はのデータは2010年国勢調査に基づく 。
| 基礎データ - 人口:13,620人 - 世帯数: 5,472世帯 - 家族数: 3,441家族 - 人口密度: 828.2人/km² - 住居数: 5,903軒 - 住居密度: 358.9軒/km² 人種別人口構成 - 白人: 87.9% - アフリカン・アメリカン: 0.5% - ネイティブ・アメリカン: 1.5% - アジア人: 1.0% - 太平洋諸島系: 0.8% - その他: 5.7% - 混血: 2.7% - ヒスパニック・ラテン系: 17.0% 世帯と家族 - 18歳未満の子供がいる: 30.3% - 結婚・同居している世帯: 46.1% - 未婚・離婚女性が世帯主である世帯: 12.4% - 未婚・離婚男性が世帯主である世帯: 4.4% - 非家族世帯: 37.1% - 単身世帯: 31.0% - 65歳以上の老人1人暮らし: 14.1% - 平均構成人数 - 世帯: 2.40人 - 家族: 2.99人 | 年齢別人口構成 - 18歳未満: 23.8% - 18歳-24歳: 8.3% - 25歳-44歳: 24.1% - 45歳-64歳: 25.8% - 65歳以上: 17.9% - 年齢の中央値: 39.7歳 - 男女比 - 男性: 48.4% - 女性: 51.6% 収入と家計（2000年国勢調査） - 収入の中央値 - 世帯: 35,430米ドル - 家族: 43,041米ドル - 性別 - 男性: 36,387米ドル - 女性: 22,583米ドル - 人口1人あたり収入: 17,511米ドル - 貧困線以下 - 対家族: 9.0% - 対人口: 12.4% - 18歳以下: 16.6% - 65歳以上: 8.6% |

## 著名な住人・出身者
- アラン・エンブリー：野球選手

## 姉妹都市
- 徳島県三好市（池田町から引き継いだ)[15]